# Pro familia magazin
Das pro familia magazin – die Zeitschrift für Sexualpädagogik und Familienplanung ist die Verbandszeitschrift des deutschen Verbands pro familia (ISSN 0175-2960). Die Zeitschrift wurde 1971 gegründet und erscheint mit vier Ausgaben jährlich. Typische Themen sind „Sexualität, Partnerschaft, Kinderwunsch und Schwangerschaft, Verhütung und Sexualerziehung“.